# Carmen Dan
Carmen Daniela Dan (Bucarest, 9 ottobre 1970) è una politica e funzionaria rumena.
Per più di 10 anni funzionario pubblico e poi prefetto del distretto di Teleorman (2014-2016), lavorò in questi anni al fianco di Liviu Dragnea, presidente del consiglio del distretto (2000-2012) e presidente del Partito Social Democratico (PSD) (dal 2015).
Candidatasi alle elezioni legislative in Romania del 2016, Carmen Dan ottenne un mandato parlamentare al senato e fu nominata ministro degli interni dei governi Grindeanu, Tudose e Dăncilă.

## Studi e carriera professionale
Carmen Dan si diplomò nel 1989 presso il liceo Zoia Kosmodemianskaia di Bucarest.
Nel 1990 rivestì un ruolo di segretariato nel quadro dell'organo di governo provvisorio postrivoluzionario, il Consiglio Provvisorio di Unione Nazionale (CPUN).
Tra il 1990 e il 1996 fu segretaria scolastica presso la scuola media nr.3 di Videle nel distretto di Teleorman e, successivamente, lavorò come dipendente presso la Banca Agricola (1996-2001) e la Raffeisen Bank (2001-2002) di Videle.
Più tardi frequentò la facoltà di diritto dell'Università ecologica di Bucarest conseguendo nel 2000, all'età di 30 anni, la laurea presso l'Accademia di polizia Alexandru Ioan Cuza di Bucarest. Nel 2003 completò un master in gestione degli affari pubblici europei presso l'Accademia degli studi economici di Bucarest. Frequentò, inoltre, diversi corsi sulla pubblica amministrazione e alcune specializzazioni per funzionari pubblici e prefetti.

## Carriera istituzionale e politica

### Funzionaria nella pubblica amministrazione e senatrice
Nel 2002 divenne consigliere giuridico del distretto di Teleorman, allora guidato dall'esponente del Partito Social Democratico (PSD) Liviu Dragnea. Mantenne la posizione per otto anni, fino al 2010. Dal 2010 al 2012 fu direttore del servizio di anagrafe del consiglio del distretto di Teleorman.
Il 15 giugno 2012 fu nominata viceprefetto di Teleorman e il 13 marzo 2014 fu promossa al rango di prefetto dal governo Ponta III, in cui Dragnea rivestiva il ruolo di ministro della pubblica amministrazione.
Nel 2016, in occasione delle elezioni parlamentari di dicembre, si candidò nel proprio distretto nelle liste del PSD per un posto al senato. Ottenne il seggio ed entrò, in qualità di presidente, nella commissione giuridica sulle nomine, sulla disciplina e sulle immunità del senato, mantenendo il ruolo fino alla nomina a ministro. Partecipò in qualità di membro anche alle commissioni per le pari opportunità (dal gennaio 2017 al settembre 2018), per i diritti dell'uomo (dal settembre 2018 a fine legislatura) e nuovamente per la commissione giuridica (dal dicembre 2019, divenendone segretario nel luglio 2020).

### Ministro degli interni
Nel gennaio del 2017, su indicazione di Dragnea, divenuto presidente del partito nel 2015, fu scelta dal nuovo premier Sorin Grindeanu per la funzione di ministro degli interni. Al riguardo della nomina, Dragnea dichiarò che «Il ministero degli interni può essere condotto con fermezza e con passione». In giugno fu uno dei soli cinque ministri a superare la valutazione sulle attività del governo, eseguita dal comitato esecutivo del partito. L'emergere di contrasti tra Dragnea e il premier Sorin Grindeanu, tuttavia, portò alla fine del governo. Mentre Grindeanu perse l'appoggio del PSD, i ministri, su indicazione del partito, presentarono le proprie dimissioni in massa, in modo da spingere il primo ministro a ritirarsi dal suo ruolo. Il governo Grindeanu cadde il 21 giugno 2017, su una mozione di sfiducia presentata dallo stesso PSD.
Fu riconfermata nella stessa posizione anche nel successivo governo Governo Tudose. La presa di posizione del nuovo premier su alcuni ministri, tuttavia, inasprì i rapporti con il presidente Dragnea e causò la comparsa di attriti interni al PSD. Dopo mesi di contrapposizioni per la leadership del partito, lotta che portò ad una costante ricollocazione dei membri della dirigenza in supporto alla fazione di Tudose o a quella di Dragnea, nel gennaio 2018 emerse una nuova crisi tra i due, esplosa dopo che Mihai Tudose ebbe pubblicamente accusato il ministro Carmen Dan di avergli mentito. Il primo ministro dichiarò di non poter più collaborare con il ministro degli interni ed essere pronto ad accettarne le dimissioni dopo che questi gli aveva consapevolmente fornito un'informazione sbagliata riguardante la destituzione del capo della polizia Bogdan Despescu, reo di aver coperto uno scandalo di pedofilia in cui era coinvolto un agente. Dragnea preferì prendere le difese di Carmen Dan, dando il via a discussioni interne al partito. Al culmine della disputa, il 15 gennaio il consiglio esecutivo nazionale del PSD annunciò la decisione di ritirare il proprio sostegno al premier, costringendolo alle dimissioni. Carmen Dan fu riconfermata anche nel Governo Dăncilă, che assunse l'incarico nel gennaio 2018.
Il 10 marzo 2018 fu indicata come uno dei nuovi 16 vicepresidenti del PSD, eletta nel quadro del congresso nazionale straordinario che confermò il ruolo di presidente di Dragnea.
Il 10 agosto 2018 una grande manifestazione antigovernativa organizzata in varie città del paese dai romeni residenti all'estero portò in piazza centinaia di migliaia di persone. A Bucarest, tuttavia, le proteste furono represse dall'intervento della gendarmeria romena, che disperse la folla con l'uso di lacrimogeni. Gli scontri con le forze dell'ordine causarono centinaia di feriti e preoccuparono gli osservatori internazionali. Mentre l'azione delle forze dell'ordine, elogiata da Carmen Dan, fu contestata dai gruppi di opposizione, anche all'interno della maggioranza si sollevarono delle voci contrarie al suo operato. In conseguenza degli eventi di agosto, in settembre il sindaco di Bucarest Gabriela Firea ne chiese le dimissioni, dando il via ad un nuovo scontro interno con Liviu Dragnea, che ne prese le difese.
Subito dopo le elezioni europee del maggio 2019 Liviu Dragnea venne arrestato nell'ambito di un'indagine per corruzione. Il 30 maggio 2019 Carmen Dan venne ascoltata in qualità di testimone dai procuratori che indagavano su un'altra inchiesta che vedeva Dragnea come imputato.
I problemi organizzativi del voto europeo del 27 maggio ebbero strascichi che si prolungarono fino all'estate. Nelle sezioni di voto all'estero, infatti, numerosi elettori non riuscirono ad accedere ai seggi, fatto che portò a dure polemiche che coinvolsero anche il capo di Stato. Il presidente della Romania Klaus Iohannis chiese apertamente le dimissioni di quelli che riteneva i responsabili, cioè il ministro degli interni Carmen Dan e quello degli esteri Teodor Meleșcanu. Pur prendendone le difese, i partiti della maggioranza nel mese di luglio decisero di sostituire i due ministri al centro delle controversie. Carmen Dan recriminò il fatto che il primo ministro Viorica Dăncilă avesse ceduto alle pressioni del presidente della repubblica e che lei non aveva niente da rimproverarsi.
Il 25 luglio l'ex ministro presentò un bilancio del suo mandato, sottolineando l'avvio di importanti progetti, quali la legge sulla carta d'identità elettronica, la legge sul prolungamento della validità dei passaporti elettronici, la struttura normativa per l'implementazione del sistema informatico per l'emissione degli atti di stato civile, la legge sugli archivi e la realizzazione del sistema RO-ALERT. Evidenziò, inoltre, la capacità di aver ottenuto e gestito in favore del rinnovamento degli equipaggiamenti in dotazione alle forze di polizia un bilancio significativamente superiore rispetto a quello degli anni precedenti (da 12,4 miliardi di lei nel 2017 a 19 miliardi nel 2019). Un ulteriore merito che la Dan si attribuì fu quello di aver portato il numero dei dipendenti del ministero in positivo di quasi 5000 unità, con più assunzioni che uscite, per la prima volta dal 2012. Negli stessi quadri di polizia, tuttavia, non mancarono voci critiche contro la Dan.

### Conflitto con la nuova presidenza del PSD
La successiva sonora sconfitta della Dăncilă alle elezioni presidenziali del novembre 2019 spinse un'ala del partito capeggiata da Marcel Ciolacu a chiedere ed ottenere l'azzeramento dell'intero gruppo dirigente che era vicino al leader del PSD. La sera del 26 novembre 2019 Carmen Dan presentò le proprie dimissioni da vicepresidente del partito.
Il conflitto aperto con la nuova presidenza esplose nell'agosto 2020, quando l'assenza della Dan in parlamento, motivata ufficialmente con la scelta di isolarsi dopo che la madre aveva contratto la COVID-19, non permise il raggiungimento del quorum per il voto di una mozione di sfiducia promossa dal PSD contro il governo Orban II. Non convinto dalle loro ragioni, il leader socialdemocratico Marcel Ciolacu minacciò di espulsione Carmen Dan e altri quattro colleghi.
Alla luce dei recenti contrasti e per via del desiderio di Ciolacu di discostarsi dai leader che avevano fatto parte della squadra di Liviu Dragnea, alle elezioni parlamentari del 2020 il PSD non presentò la candidatura di Carmen Dan in nessuna circoscrizione.
Nell'ottobre 2021 si iscrisse ad Alleanza per la patria (ApP), partito di ispirazione nazionalista fondato da Codrin Ștefănescu e Liviu Dragnea. Lasciata ApP insieme a Dragnea, nella primavera del 2023 fondò il proprio Movimento Romania Sovrana (MRS).